# Shusaku Hirasawa
Shusaku Hirasawa (n. 5 martie 1949) este un fost fotbalist japonez.

## Statistici
| Japonia | Japonia | Japonia |
| An      | Meciuri | Goluri  |
| ------- | ------- | ------- |
| 1972    | 2       | 0       |
| 1973    | 4       | 1       |
| 1974    | 5       | 0       |
| Total   | 11      | 1       |